# Алексинский район
Алексинский район — административно-территориальная единица (район) в Тульской области России. В границах района существуют два муниципальных образования со статусом городского округа: город Алексин и рабочий посёлок Новогуровский.
Административный центр — город Алексин.

## География
Район расположен на северо-западе Тульской области. Площадь 956 км². Основные реки — Ока, Вашана, Крушма, Свинка, Мышега (приток Оки).

## История

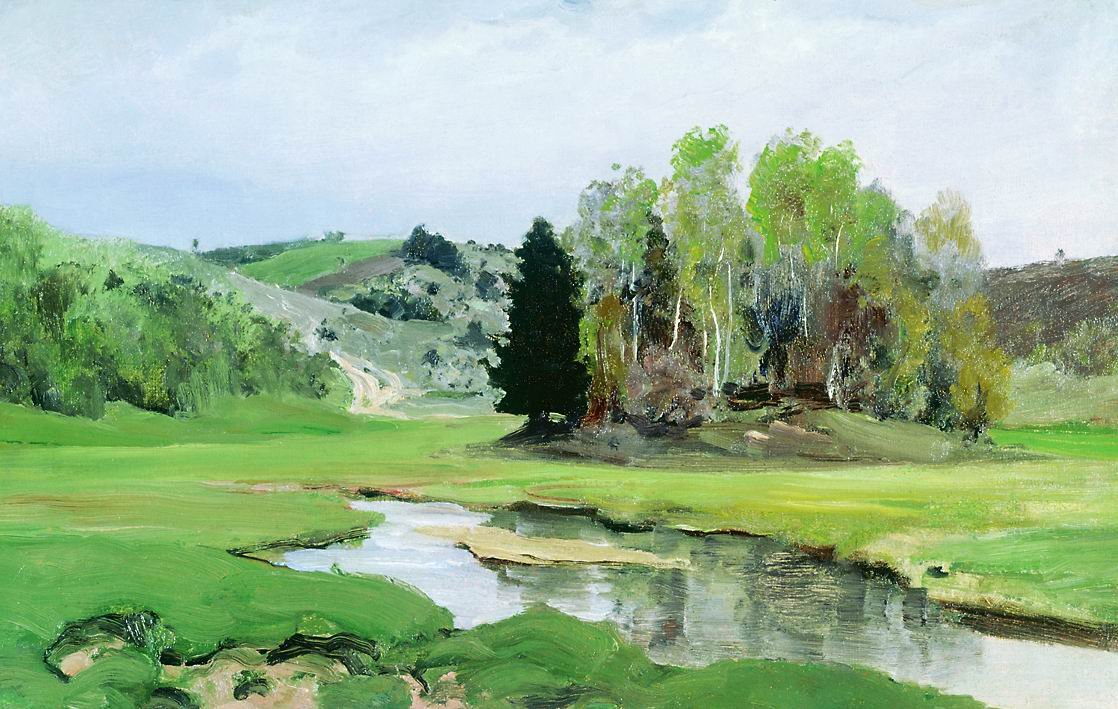
Речка Свинка близ Алексина, Василий Поленов, 1900-е годы

По административному делению XIX века Алексинский уезд делился на 2 стана. 1-й стан (север) почти целиком соответствовал современному Заокскому району, тогда как 2-й стан (юг и восток) — современному Алексинскому району.
Алексинский район образован 15 августа 1924 года в результате районирования в составе Алексинского уезда Тульской губернии.
С 1925 года после упразднения уездов в прямом подчинении Тульской губернии.
В 1929 году в результате упразднения губерний вошёл в состав Тульского округа Московской области.
По данным на 6 января 1930 года район включал город Алексин и сельсоветы (с/с): Больше-Бизюковский, Больше-Шелепинский, Борисовский, Егнышевский, Жаличневский, Казначеевский, Каргашинский, Карташевский, Клешнянский, Меньшиковский, Мышегский, Панский, Патрикеевский, Першинский, Петровский, Петуршинский, Пластовский, Поповский, Сеневский, Скороваровский, Сотинский, Спас-Конинский, Стрелецкий, Сукроменский, Суходольский и Хотмановский.
В 1930-е годы Патрикеевский с/с имел статус немецкого национального.
1 февраля 1931 года к Алексинскому району был присоединён Ферзиковский район Московской области. На тот момент он включал рабочий посёлок Дугну и сельсоветы: Андроновский, Аристовский, Афанасьевский, Богданинский, Богимовский, Борщевский, Букреевский, Висляевский, Грибовский, Григоровский, Грязновский, Дупельский, Елькинский, Жиливский, Забелинский, Зудневский, Ковровский, Кольцовский, Красносельский, Кривцовский, Кузнецкий, Меньшиковский, Михайловский, Никольский, Павловский, Плешковский, Поздняковский, Поливановский, Сашкинский, Соболевский, Солопенский, Титовский, Ферзиковский, Черньсовский, Широковский, Шопинский, Щукинский.
2 ноября 1931 года были образованы рабочие посёлки Мышега и Петровский. Мышегский с/с был переименован в Стопкинский, а Петровский — в Средневский.
10 апреля 1932 года в Алексинский район из Калужского был передан Русиновский с/с, а из Алексинского в Детчинский — Соболевский с/с.
21 февраля 1935 года рабочий посёлок Дугна, а также сельсоветы Андроновский, Аристовский, Богданинский, Борщевский, Букреевский, Висляевский, Грибовский, Григоровский, Грязновский, Дупельский, Елькинский, Забелинский, Зудневский, Ковровский, Кольцовский, Кривцовский, Меньшиковский 2-й, Михайловский, Никольский, Поздняковский, Поливановский, Русиновский, Титовский, Ферзиковский, Черньсовский и Широковский были переданы в новообразованный Дугнинский район.
26 сентября 1937 года район вошёл в состав вновь образованной Тульской области.
12 июля 1958 года город Алексин отнесён к категории городов областного подчинения, а в 2006 году вновь стал городом районного подчинения.

## Население
| 1959    | 1970    | 1979    | 1989    | 2002    | 2009    | 2010    |
| ------- | ------- | ------- | ------- | ------- | ------- | ------- |
| 23 330  | ↘16 592 | ↘13 888 | ↗14 727 | ↘13 350 | ↗76 773 | ↘74 326 |
| 2011    | 2012    | 2013    | 2014    | 2015    | 2016    | 2017    |
| ↘74 094 | ↘73 293 | ↘72 318 | ↘71 930 | ↘71 579 | ↗71 741 | ↘71 357 |
| 2018    | 2019    | 2020    | 2021    |         |         |         |
| ↘70 859 | ↘70 689 | ↘70 048 | ↗74 965 |         |         |         |

Урбанизация
Городское население (город Алексин и рабочий посёлок Новогуровский) составляет 86,01 % от всего населения района.

## Территориальное деление
Алексинский район в рамках административно-территориального устройства включает город районного подчинения, посёлок городского типа и 13 сельских округов:
| №     | Административно-территориальная единица | Код ОКАТО  | Население 2002 (чел.) | Соответствие сельскому поселению до 2014 года |
| ----- | --------------------------------------- | ---------- | --------------------- | --------------------------------------------- |
| 1e-06 | Город районного подчинения:             |            |                       |                                               |
| 2e-06 | Алексин                                 | 70 202 501 |                       |                                               |
| 3e-06 | Посёлок городского типа:                |            |                       |                                               |
| 4e-06 | Новогуровский                           | 70 202 553 |                       |                                               |
| 5e-06 | Сельские округа:                        |            |                       |                                               |
| 1     | Авангардский сельский округ             | 70 202 850 | 875                   | СП Авангардское                               |
| 2     | Александровский сельский округ          | 70 202 805 | 486                   | СП Шелепинское                                |
| 3     | Борисовский сельский округ              | 70 202 815 | 623                   | СП Авангардское                               |
| 4     | Ботнинский сельский округ               | 70 202 860 | 1056                  | СП Буныревское                                |
| 5     | Буныревский сельский округ              | 70 202 820 | 1222                  | СП Буныревское                                |
| 6     | Мичуринский сельский округ              | 70 202 825 | 739                   | СП Мичуринское                                |
| 7     | Пластовский сельский округ              | 70 202 810 | 323                   | СП Авангардское                               |
| 8     | Поповский сельский округ                | 70 202 830 | 1039                  | СП Авангардское                               |
| 9     | Сеневский сельский округ                | 70 202 835 | 534                   | СП Авангардское                               |
| 10    | Солопенский сельский округ              | 70 202 840 | 883                   | СП Солопенское                                |
| 11    | Спас-Конинский сельский округ           | 70 202 845 | 536                   | СП Шелепинское                                |
| 12    | Суходольский сельский округ             | 70 202 855 | 378                   | СП Шелепинское                                |
| 13    | Шелепинский сельский округ              | 70 202 865 | 847                   | СП Шелепинское                                |

История административно-муниципального устройства
В рамках организации местного самоуправления к 2006 году в границах района и райцентра был создан муниципальный район. Город Алексин вошёл в его состав как городское поселение и перестал быть городом областного подчинения. Рабочий посёлок Новогуровский был выведен из состава муниципального образования и составил отдельный городской округ.
В муниципальный район с 2006 до 2014 года входили 6 муниципальных образований, в том числе 1 городское поселение и 5 сельских поселений:
| №        | Муниципальное образование | Административный центр   | Количество населённых пунктов | Население 2014 (чел.) |
| -------- | ------------------------- | ------------------------ | ----------------------------- | --------------------- |
| 1e-06    | Городские поселения:      |                          |                               |                       |
| 1        | город Алексин             | город Алексин            | 1                             | ↘57 892               |
| 1.000002 | Сельские поселения:       |                          |                               |                       |
| 2        | Авангардское              | посёлок Авангард         | 53                            | ↗3466                 |
| 3        | Буныревское               | село Бунырево            | 23                            | ↗1761                 |
| 4        | Мичуринское               | посёлок Мичурина         | 13                            | ↗974                  |
| 5        | Солопенское               | село Солопенки           | 15                            | ↗909                  |
| 6        | Шелепинское               | деревня Большое Шелепино | 50                            | ↗2191                 |

В апреле 2014 года были упразднены сельские поселения Мичуринское и Солопенское (включены в Авангардское сельское поселение).
В июне 2014 года городское поселение город Алексин и все оставшиеся сельские поселения упразднённого муниципального района (Авангардское, Буныревское и Шелепинское) были объединены в городской округ город Алексин.
Алексинский район как административно-территориальная единица области сохраняет свой статус.

## Населённые пункты
В состав района входят 156 населённых пунктов, в том числе 2 городских (город и рабочий посёлок) и 154 сельских.
| №   | Населённый пункт    | Тип             | Население | Сельский округ района |
| --- | ------------------- | --------------- | --------- | --------------------- |
| 1   | Алексин             | город           | ↗60 842   |                       |
| 2   | Новогуровский       | рабочий посёлок | ↗3634     |                       |
| 3   | Абрютино            | село            | 30        | Ботнинский            |
| 4   | Авангард            | посёлок         | ↗814      | Авангардский          |
| 5   | Айдарово            | деревня         | 31        | Буныревский           |
| 6   | Александровка       | деревня         | ↗327      | Александровский       |
| 7   | Андреевка           | деревня         | 6         | Солопенский           |
| 8   | Афанасьево          | село            | ↗29       | Пластовский           |
| 9   | Белолипки           | деревня         | ↗8        | Спас-Конинский        |
| 10  | Берёзовка           | деревня         | 2         | Спас-Конинский        |
| 11  | Берники             | деревня         | 8         | Поповский             |
| 12  | Богатьково          | деревня         | 0         | Сеневский             |
| 13  | Богучарово          | село            | ↘29       | Борисовский           |
| 14  | Божениново          | село            | 16        | Ботнинский            |
| 15  | Болото              | деревня         | 7         | Авангардский          |
| 16  | Большие Пруды       | деревня         | 8         | Суходольский          |
| 17  | Большое Бизюкино    | деревня         | 15        | Спас-Конинский        |
| 18  | Большое Панское     | село            | ↗33       | Борисовский           |
| 19  | Большое Савватеево  | деревня         | 4         | Солопенский           |
| 20  | Большое Шелепино    | деревня         | ↗723      | Шелепинский           |
| 21  | Борисово            | деревня         | ↗513      | Борисовский           |
| 22  | Ботня               | деревня         | ↘363      | Ботнинский            |
| 23  | Бунырево            | село            | ↘391      | Буныревский           |
| 24  | Бухторма            | деревня         | 8         | Шелепинский           |
| 25  | Верхнее Ламоново    | деревня         | 5         | Буныревский           |
| 26  | Верхний Суходол     | деревня         | ↗33       | Суходольский          |
| 27  | Верхняя Яшевка      | деревня         | 11        | Суходольский          |
| 28  | Вишнёвая            | деревня         | 9         | Борисовский           |
| 29  | Глебово             | деревня         | 10        | Поповский             |
| 30  | Голубцы             | деревня         | 0         | Сеневский             |
| 31  | Горушки             | деревня         | 0         | Авангардский          |
| 32  | Гурово              | село            | ↗139      | Суходольский          |
| 33  | Даниловка           | деревня         | 32        | Спас-Конинский        |
| 34  | Деево               | деревня         | 8         | Поповский             |
| 35  | Демшинка            | деревня         | 14        | Поповский             |
| 36  | Дулево              | деревня         | 21        | Мичуринский           |
| 37  | Душкино             | деревня         | 6         | Авангардский          |
| 38  | Егнышевка           | деревня         | ↘271      | Буныревский           |
| 39  | Епишково            | деревня         | 8         | Шелепинский           |
| 40  | Есипово             | деревня         | 1         | Спас-Конинский        |
| 41  | Желудевка           | деревня         | 6         | Поповский             |
| 42  | Жуково              | деревня         | 0         | Солопенский           |
| 43  | Зайцево             | деревня         | 70        | Мичуринский           |
| 44  | Замарино            | деревня         | 76        | Поповский             |
| 45  | Занинка             | деревня         | 1         | Борисовский           |
| 46  | Заречье             | деревня         | 2         | Александровский       |
| 47  | Зелёный Дуб         | посёлок         | 8         | Борисовский           |
| 48  | Игнатовка           | деревня         | 5         | Сеневский             |
| 49  | Изволь              | село            | ↘2        | Поповский             |
| 50  | Иньшино             | деревня         | 8         | Ботнинский            |
| 51  | Казначеево          | село            | 26        | Ботнинский            |
| 52  | Каргашино           | деревня         | 1         | Спас-Конинский        |
| 53  | Картавцево          | деревня         | 0         | Сеневский             |
| 54  | Карташево           | село            | 6         | Ботнинский            |
| 55  | Киевцы              | деревня         | 3         | Авангардский          |
| 56  | Кирзино             | деревня         | 10        | Мичуринский           |
| 57  | Клейменово          | село            | 13        | Ботнинский            |
| 58  | Клешня              | деревня         | 23        | Шелепинский           |
| 59  | Ковша               | деревня         | 2         | Мичуринский           |
| 60  | Колосово            | посёлок         | ↘209      | Солопенский           |
| 61  | Колюпаново          | деревня         | 0         | Борисовский           |
| 62  | Колюпаново          | село            | ↗7        | Авангардский          |
| 63  | Коробки             | деревня         | 0         | Пластовский           |
| 64  | Коровино            | деревня         | 0         | Сеневский             |
| 65  | Кострово            | деревня         | 20        | Александровский       |
| 66  | Красное             | деревня         | 35        | Мичуринский           |
| 67  | Кудашевка           | деревня         | 32        | Шелепинский           |
| 68  | Кузнецы             | деревня         | 5         | Солопенский           |
| 69  | Курагино            | деревня         | 11        | Солопенский           |
| 70  | Ладерево            | деревня         | 14        | Шелепинский           |
| 71  | Лазаревка           | деревня         | 20        | Поповский             |
| 72  | Ларино              | деревня         | 0         | Спас-Конинский        |
| 73  | Лозовая             | деревня         | 5         | Мичуринский           |
| 74  | Ломинцево           | село            | 31        | Борисовский           |
| 75  | Лужки               | деревня         | 2         | Борисовский           |
| 76  | Лукерьино           | деревня         | 9         | Авангардский          |
| 77  | Лукино              | деревня         | 0         | Суходольский          |
| 78  | Лыткино             | деревня         | 2         | Буныревский           |
| 79  | Любиково            | деревня         | ↘6        | Александровский       |
| 80  | Мазалки             | деревня         | 12        | Пластовский           |
| 81  | Малое Бизюкино      | деревня         | 8         | Спас-Конинский        |
| 82  | Малое Панское       | деревня         | 0         | Борисовский           |
| 83  | Малое Савватеево    | деревня         | 13        | Солопенский           |
| 84  | Малое Шелепино      | деревня         | 3         | Шелепинский           |
| 85  | Малышево            | деревня         | 9         | Поповский             |
| 86  | Маньшино            | деревня         | 3         | Шелепинский           |
| 87  | Марьинка            | деревня         | 3         | Шелепинский           |
| 88  | Мичурина            | посёлок         | ↗492      | Мичуринский           |
| 89  | Морозово            | деревня         | 3         | Солопенский           |
| 90  | Мякинино            | деревня         | 8         | Солопенский           |
| 91  | Мясоедово           | деревня         | 32        | Буныревский           |
| 92  | Нарышкино           | деревня         | 0         | Спас-Конинский        |
| 93  | Нелюбинка           | деревня         | 9         | Сеневский             |
| 94  | Нижнее Ламоново     | деревня         | 16        | Буныревский           |
| 95  | Нижний Суходол      | деревня         | ↘5        | Суходольский          |
| 96  | Нижняя Яшевка       | деревня         | 2         | Суходольский          |
| 97  | Никольские Выселки  | деревня         | 1         | Поповский             |
| 98  | Никулино            | деревня         | ↘15       | Суходольский          |
| 99  | Никулинские Выселки | деревня         | 0         | Спас-Конинский        |
| 100 | Новая Жизнь         | посёлок         | 2         | Ботнинский            |
| 101 | Новинки             | деревня         | 3         | Солопенский           |
| 102 | Новое Клейменово    | деревня         | 33        | Александровский       |
| 103 | Новоселки           | деревня         | 16        | Александровский       |
| 104 | Обухово             | деревня         | 5         | Солопенский           |
| 105 | Павловка            | деревня         | 3         | Александровский       |
| 106 | Павлово             | деревня         | 40        | Мичуринский           |
| 107 | Перешибово          | деревня         | 0         | Борисовский           |
| 108 | Першино             | село            | ↘127      | Поповский             |
| 109 | Петрушино           | деревня         | 0         | Борисовский           |
| 110 | Петрушино           | село            | ↘14       | Александровский       |
| 111 | Пластово            | село            | ↘253      | Пластовский           |
| 112 | Плоское             | деревня         | 22        | Поповский             |
| 113 | Поповка             | село            | ↘611      | Поповский             |
| 114 | Преснецово          | деревня         | 6         | Александровский       |
| 115 | Приволье            | посёлок         | 18        | Суходольский          |
| 116 | Пронино             | деревня         | 0         | Спас-Конинский        |
| 117 | Пушкино             | село            | ↗145      | Мичуринский           |
| 118 | Рюриково            | посёлок станции | 9         | Спас-Конинский        |
| 119 | Савино              | деревня         | 4         | Ботнинский            |
| 120 | Самойлово           | деревня         | 0         | Мичуринский           |
| 121 | Сахаровка           | деревня         | 7         | Мичуринский           |
| 122 | Свиридово           | деревня         | 0         | Шелепинский           |
| 123 | Сенево              | село            | ↗544      | Сеневский             |
| 124 | Синютино            | деревня         | 0         | Пластовский           |
| 125 | Скороварово         | деревня         | 17        | Поповский             |
| 126 | Слободка            | деревня         | 10        | Мичуринский           |
| 127 | Слободка            | деревня         | 1         | Суходольский          |
| 128 | Соколово            | деревня         | 0         | Сеневский             |
| 129 | Соломасово          | деревня         | 29        | Ботнинский            |
| 130 | Солопенки           | село            | ↘579      | Солопенский           |
| 131 | Сосновка            | деревня         | ↘85       | Буныревский           |
| 132 | Сотино              | село            | ↗18       | Буныревский           |
| 133 | Спас-Конино         | село            | ↘412      | Спас-Конинский        |
| 134 | Среднево            | деревня         | 15        | Мичуринский           |
| 135 | Средний Суходол     | деревня         | 13        | Суходольский          |
| 136 | Старое Клейменово   | деревня         | 20        | Александровский       |
| 137 | Стригино            | деревня         | 3         | Суходольский          |
| 138 | Ступино             | деревня         | 5         | Спас-Конинский        |
| 139 | Сукромна            | деревня         | 15        | Авангардский          |
| 140 | Сурнево             | деревня         | ↘18       | Шелепинский           |
| 141 | Суходол             | станция         | ↘125      | Суходольский          |
| 142 | Сухотино            | деревня         | 9         | Ботнинский            |
| 143 | Сычёво              | деревня         | 18        | Сеневский             |
| 144 | Тесницкое           | деревня         | 14        | Суходольский          |
| 145 | Тихоновка           | деревня         | 0         | Солопенский           |
| 146 | Торчково            | деревня         | 4         | Спас-Конинский        |
| 147 | Украинский          | посёлок         | 7         | Ботнинский            |
| 148 | Фомищево            | село            | ↗28       | Авангардский          |
| 149 | Хатманово           | деревня         | ↘390      | Ботнинский            |
| 150 | Хованское           | деревня         | 18        | Пластовский           |
| 151 | Шемякино            | деревня         | 4         | Солопенский           |
| 152 | Широносово          | деревня         | ↘11       | Авангардский          |
| 153 | Шопино              | деревня         | 6         | Солопенский           |
| 154 | Шутилово            | деревня         | 0         | Сеневский             |
| 155 | Щукино              | деревня         | 27        | Авангардский          |
| 156 | Юдинки              | деревня         | 4         | Ботнинский            |

Исчезнувшие населённые пункты
- 1986 год — деревня Ащерино[33]

- село Серебрянь

## Транспорт
Железнодорожный транспорт связывает Алексин с Тулой, Калугой, Узловой; всего через станцию Алексин ежедневно проходит 10 пассажирских поездов.

## Достопримечательности
Дом Беров. Возникновение Петровского поселения связано со строительством в 1770 году усадьбы (Дом Беров). В 1763 году Иван Петрович Тюфякин унаследовал от отца в Калужском уезде сельцо Ковша и деревню Середнюю, и построил Усадьбу на Петровке. Она сменила несколько хозяев. В 1841 году Петровское упоминается как владение генерал-майорши Гурко. Последним был В. В. Бер. После революции в усадьбе был создан дом отдыха одного из наркоматов. В 1928 году здание передаётся школе ФЗУ, а затем ремесленному училищу, и впоследствии там размещалось общежитие сельского ПТУ № 7.
В настоящее время дом Беров разрушен. Со стороны Оки рядом с домом построены сараи.

## Известные люди
- Филатов Иван Андреевич (1921—1993) — уроженец деревни Занинка, лётчик-штурмовик, командир звена 735-го штурмового авиационного полка 266-й штурмовой авиационной дивизии 1-го штурмового авиационного корпуса 5-й воздушной армии 2-го Украинского фронта, участник Великой Отечественной войны, Герой Советского Союза (1944).

- Успенский Александр Иванович — уроженец деревни Верхний Суходол, комиссар государственной безопасности 3-го ранга, народный комиссар внутренних дел УССР.